# Pterygorhabditidae
Pterygorhabditidae é uma família de nematóides pertencentes à ordem Rhabditida.
Géneros:
- Pterygorhabditis Timm, 1957
- Pterygorhitis Andrássy, 2005